# بروکدورف
بروکدورف (به آلمانی: Brokdorf) یک شهر در آلمان است که در اشتاینبورگ واقع شده‌است. بروکدورف ۱٬۰۶۱ نفر جمعیت دارد.